# 2 Draconis
2 Draconis (2 Dra / HD 100696 / HR 4461) es una estrella en la constelación de Draco —el dragón— de magnitud aparente +5,19. Se encuentra a 242 años luz del sistema solar.
2 Draconis es una gigante naranja de tipo espectral K0III con una temperatura efectiva aproximada de 4850 K.
Tiene un diámetro 12 veces más grande que el del Sol, semejante al de otras gigantes naranjas más conocidas como Pólux (β Geminorum) o Edasich (ι Draconis), esta última también en Draco.
Brilla con una luminosidad 49 veces mayor que la luminosidad solar y tiene una masa estimada de 2 masas solares.
No existe unanimidad en cuanto a su edad; mientras que para un estudio es una estrella con una antigüedad superior a los 6000 millones de años, otro reduce drásticamente esta cifra a poco más de 1000 millones de años.
2 Draconis es una estrella de baja metalicidad; su abundancia relativa de hierro es menos de la mitad de la que tiene el Sol ([Fe/H] = -0,31).
Este empobrecimiento es patente en la mayor parte de los elementos, entre ellos itrio, bario, lantano, cerio y neodimio; por el contrario, el europio, aun siendo menos abundante que en el Sol, presenta un contenido relativamente más elevado.